# Palazzo Vecchio

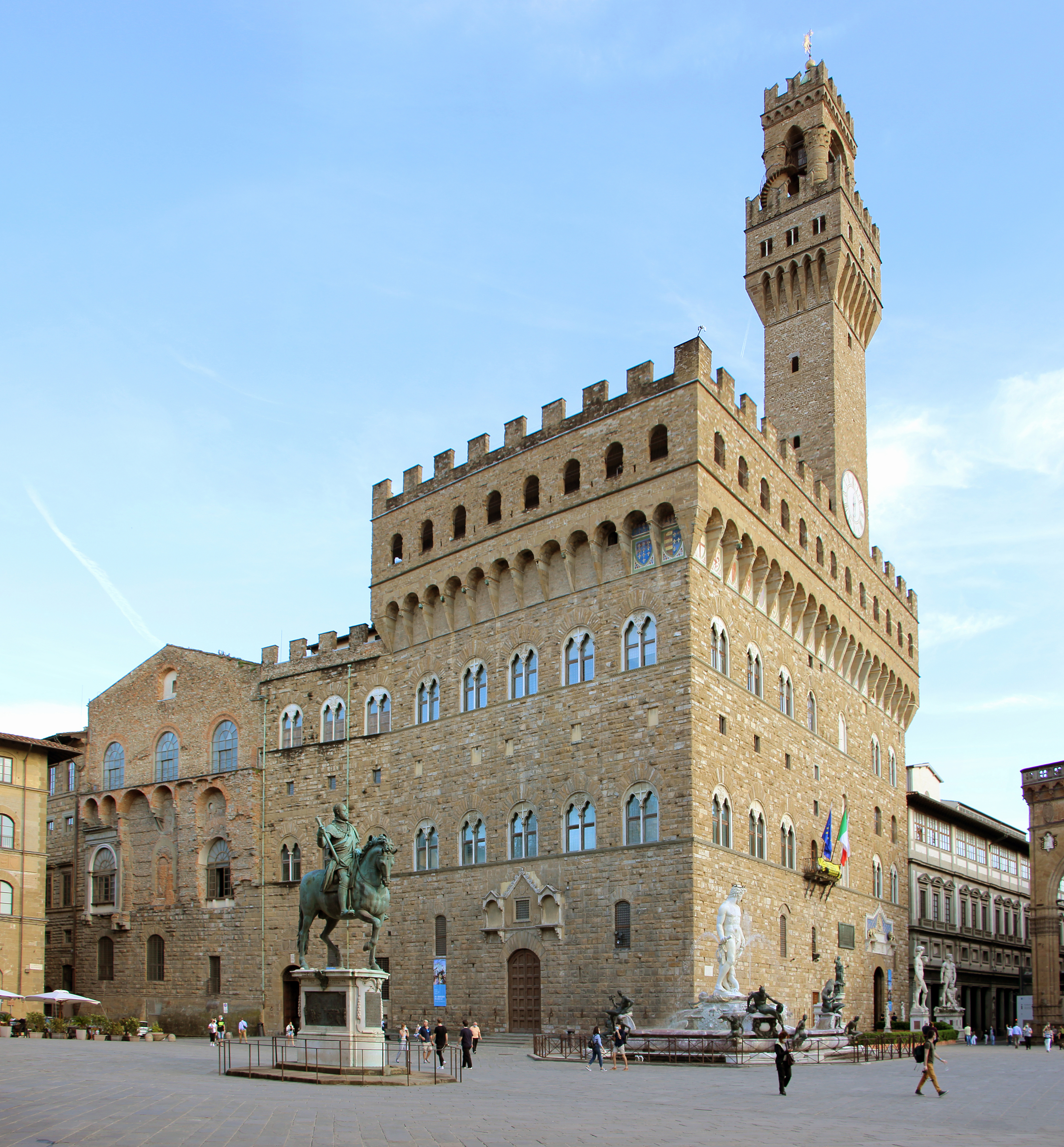
Palazzo Vecchio (Florença).

O Palazzo Vecchio (Palácio Velho) é um palácio de Florença, localizado na Praça da Senhoria (Piazza della Signoria) da capital toscana. Actualmente é a sede da prefeitura do município florentino e no seu interior acolhe um museu que expõe, entre outras, obras de Agnolo Bronzino, Michelangelo Buonarroti e Giorgio Vasari.
Chamado inicialmente de Palazzo della Signoria (Palácio da Senhoria), nome do organismo principal da República Florentina, assumiu ao longo dos séculos nomes diversos: de Palazzo dei Priori (Palácio dos Priores) a Palazzo Ducale (Palácio Ducal), segundo os vários ordenamentos governamentais instaurados na cidade. O nome Vecchio é adoptado em 1565, quando a Corte do Grão-Duque Cosme I se transferiu para o "novo" Palazzo Pitti.
O edifício foi gradualmente ampliado em direcção a este, vindo a ocupar uma extensão isolada e aumentando o inicial paralelepípedo do século XIII até este quadruplicar as suas dimensões, com uma planta que recorda um trapézio do qual a fachada é somente o lado mais curto. Sobre a fachada principal rusticada encontra-se a Torre de Arnolfo (Torre di Arnolfo), um dos emblemas da cidade.

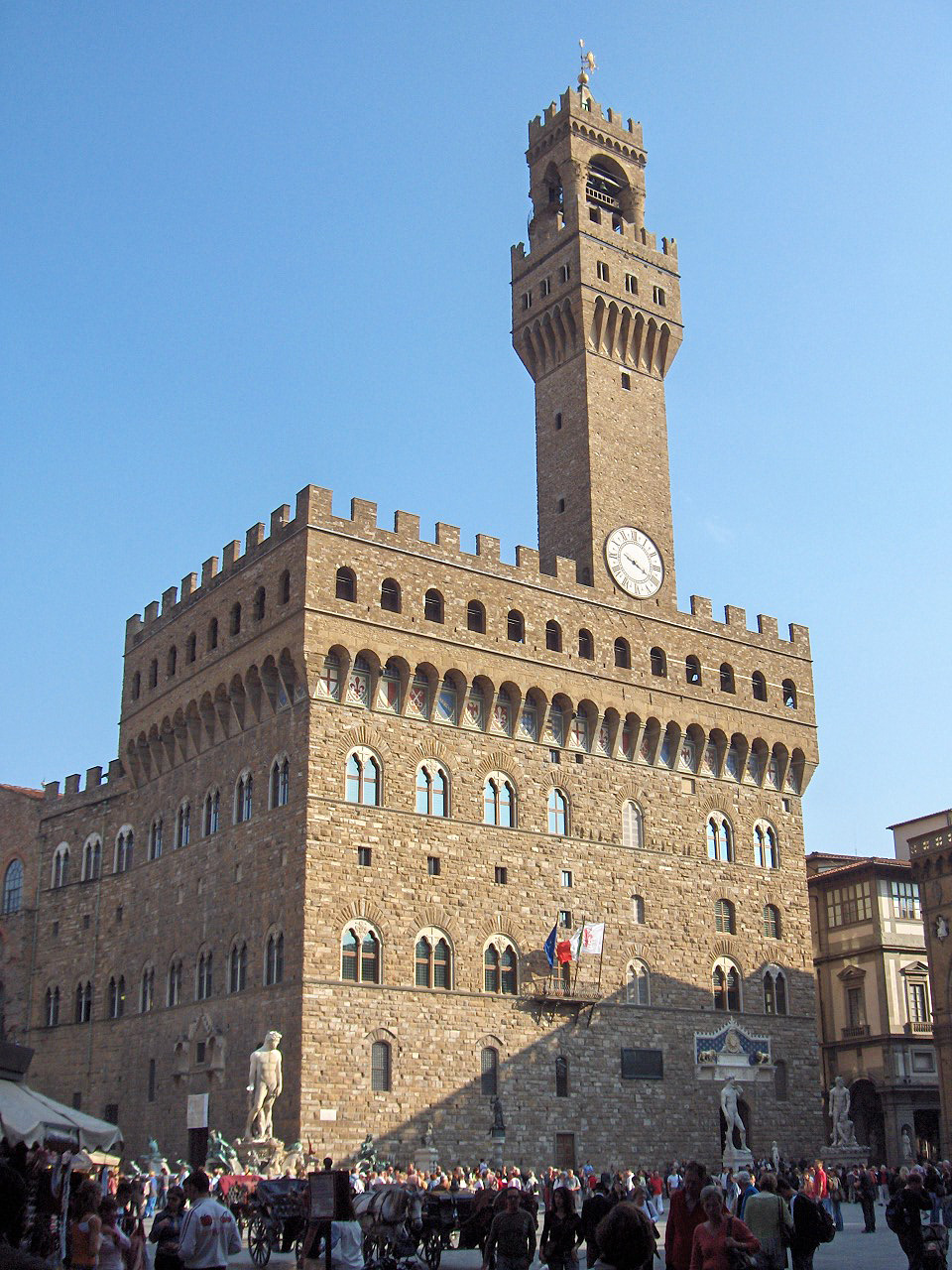
Fachada do Palazzo Vecchio voltada sobre a Piazza della Signoria

## História

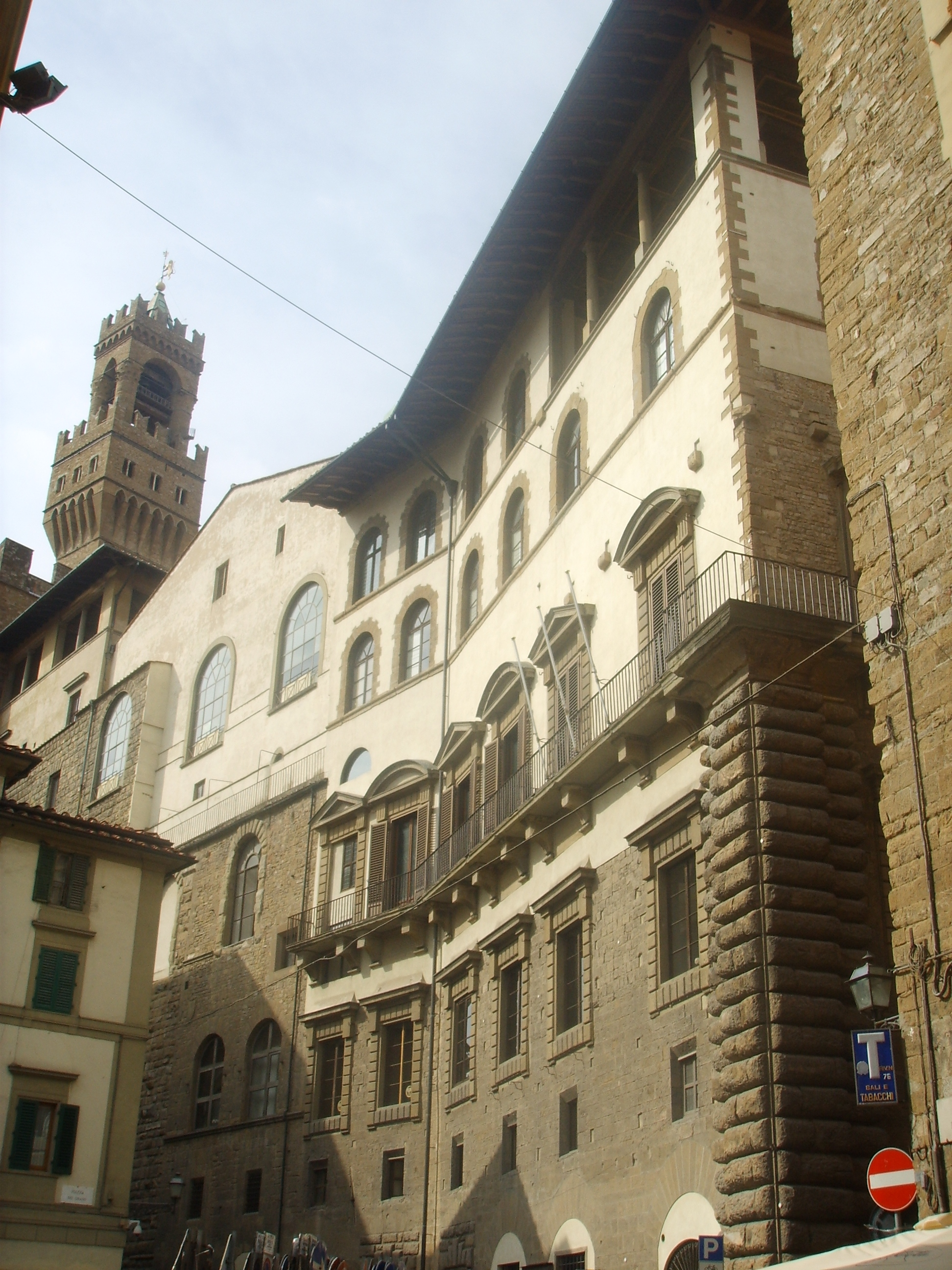
Parte traseira do Palazzo Vecchio, onde são bem visíveis as ampliações sucessivas ocorridas ao longo dos séculos; No ângulo superior vê-se o Terraço de Saturno.

No final do século XIII, as autoridades da cidade de Florença decidiram construir um palácio de modo a assegurar uma eficaz protecção aos magistrados naqueles tempos turbulentos e, ao mesmo tempo, celebrar a sua importância. O desenho do palácio é atribuído a Arnolfo di Cambio, arquitecto do Duomo e da Basílica da Santa Cruz, o qual começou a construí-lo em 1299. O edifício, chamado na época de Palazzo dei Priori (Palácio dos Priores), foi construído sobre as ruínas do Palazzo dei Fanti (Palácio dos Fanti) e do Palazzo dell'Esecutore di Giustizia (Palácio do Executor de Justiça), antes pertencente à família gibelina dos Uberti, caçada em 1266. Incorporou a antiga torre da família Vacca, utilizando-a como parte baixa da torre existente na fachada. Esta é a razão pela qual a torre rectangular (94 m.) não é o centro do edifício. Depois da morte de Arnolfo, em 1302, o palácio foi terminado por outros dois artistas, em 1314.
A partir de então passou a ser a sede da Signoria, ou do conselho citadino chefiado pelos Priores (entre os quais Dante Alighieri, em 1300), e do Gonfaloneiro de Justiça, uma via intermédia entre um prefeito e um chefe de governo, com um cargo que, no entanto, durava um período de tempo muito breve.
O palácio actual é, porém, fruto de outras construções e ampliações sucessivas, levadas a cabo entre o século XIII e o século XVI. O Duque de Atenas, Gualtieri di Brienne, iniciou a primeira modificação no período compreendido entre 1342 e 1343, aumentando-o em direcção à Via della Ninna e dando-lhe o aspecto de uma fortaleza. Outras modificações importantes ocorreram entre 1440 e 1460 a mando de Cosme de Médici, com a introdução das decorações em estilo renascentista na Sala dei Dugento e no primeiro pátio de Michelozzo. O Salone dei Cinquecento (Salão dos Quinhentos) foi construído em 1494, durante a República de Savonarola.

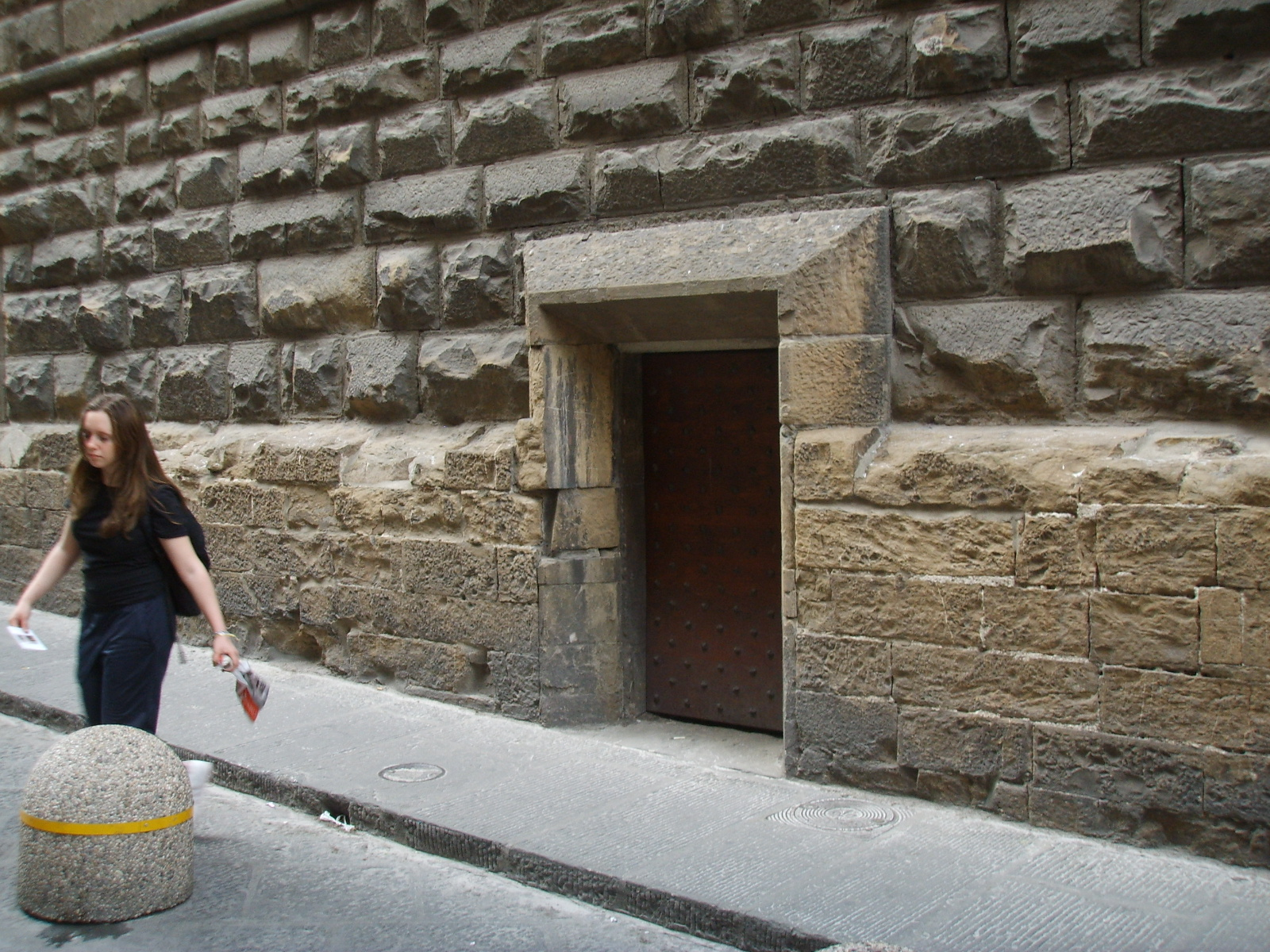
O postigo para as fugas de emergência, mandada construir pelo Duque de Atenas.

Entre 1540 e 1550 o palácio serviu de residência a Cosme I de Médici, o qual encarregou Vasari de alargar a parte posterior do palácio para assegurar as necessidades da Corte Ducal. O palácio duplicou, desta forma, o seu próprio volume ao juntar-se à sua parte posterior. A última ampliação remonta aos finais do século XVI, quando Battista del Tasso e Bernardo Buontalenti organizaram a parte posterior, dando-lhe o aspecto que apresenta até à actualidade.
O nome foi mudado oficialmente quando Cosme se instalou no Palazzo Pitti, em 1565, e chamou à residência precedente Palazzo Vecchio, enquanto a Piazza della Signoria mantinha o seu nome. Vasari construiu, então, um passadiço elevado, o Corridoio Vasariano (Corredor Vasariano), o qual liga, até aos dias de hoje, o Palazzo Vecchio ao Palazzo Pitti, atravessando o Arno sobre a Ponte Vecchio. Cosme I, por outro lado, instalou a administração governamental e os magistrados na adjacente Galleria degli Uffizi.
O palácio ganhou nova importância ao ser sede do governo nacional, no período compreendido entre 1865 e 1871, quando Florença se tornou capital do Reino de Itália.
Embora grande parte do Palazzo Vecchio seja, actualmente, um museu, ainda se mantém como símbolo do governo local, sendo, de facto, sede da Comuna de Florença e do Conselho Comunal.

## O exterior
A fachada principal dá uma impressão de solidez, para o que contribui o acabamento externo, rusticado, em "pietraforte". É dividida em três andares principais com cornijas a marcar a separação entre cada um deles, as quais sublinham duas filas de janelas geminadas neogóticas em mármore, com arcos trilobados, acrescentados no século XVIII em substituição das originais.
A parte antiga é coroada por um alpendre saliente sustentado por mísulas em arcos e marcado por uma merlatura do tipo guelfo (com o topo quadrado), enquanto a da torre é do tipo gibelina ("em cauda de andorinha").
Alguns destes arcos possuem buracos, os quais podiam ser utilizados para derramar óleo fervente ou pedras sobre os eventuais invasores.

### Arengário e entrada

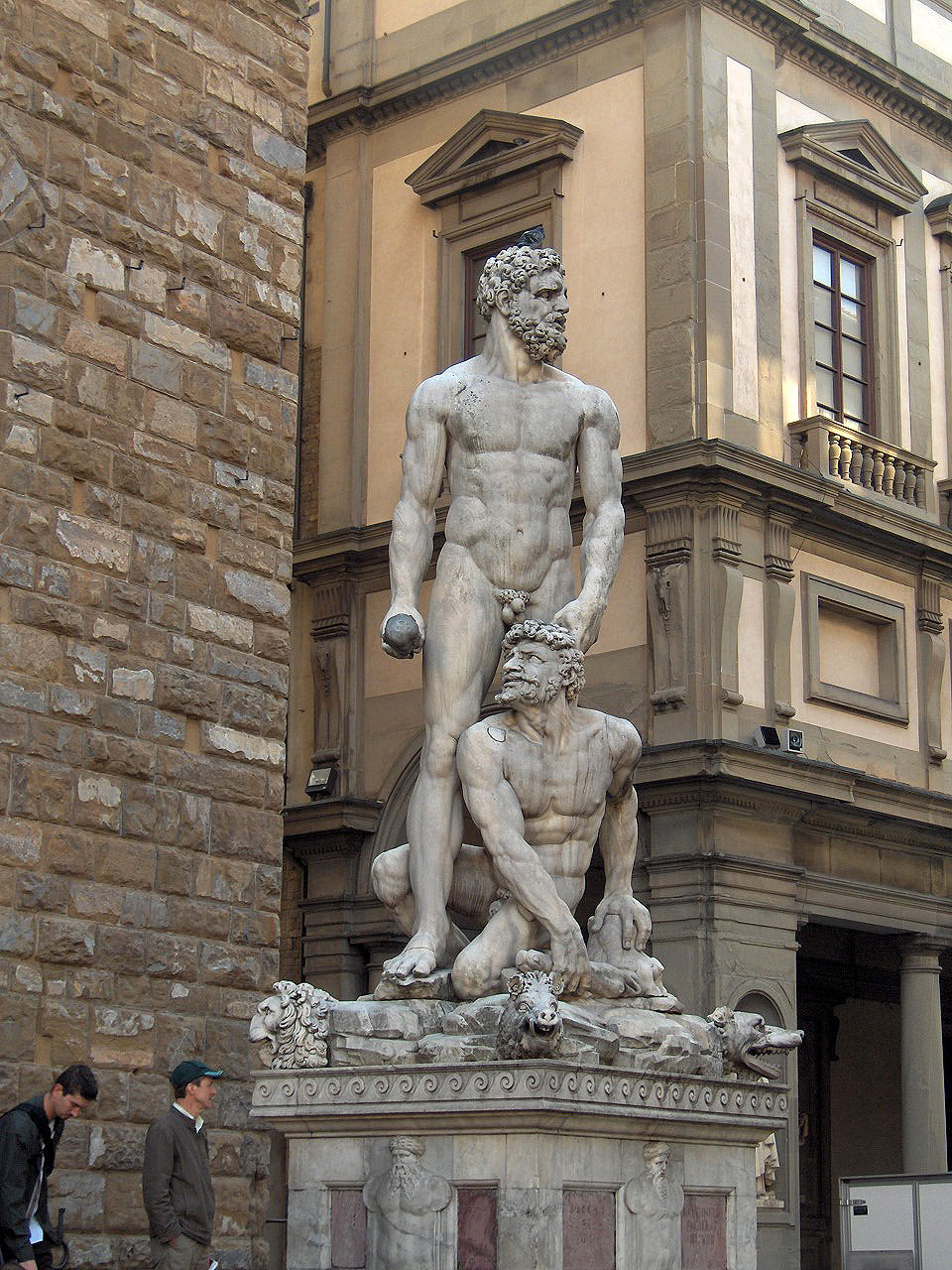
Hércules e Caco, escultura de Baccio Bandinelli situada frente ao Palazzo Vecchio.

O estrado realçado frente ao palácio é o chamado arengário, uma zona que toma o nome da "balaustrada" que, em tempos, o cingia e que foi eliminada durante os restauros oitocentistas de Giuseppe Del Rosso. Deste lugar, os priores assistiam às cerimónias citadinas ocorridas na praça. No final do século XV foi decorado com esculturas que, se não foram substituídas por cópias ou ligeiramente deslocadas, ainda se podem admirar.
As mais antigas são o Marzocco (1418-1420) e a Judite e Oloferne (1455-1460), ambas as obras criadas por Donatello, as quais foram substituídas por cópias devido à sua preciosidade (o Marzocco está conservado no Bargello, a Judite dentro do palácio). A segunda escultura, em bronze, é proveniente do Palazzo Medici Riccardi, onde ornamentava uma fonte do jardim, tendo sido deslocada para a Piazza della Signoria depois da chamada "segunda caçada dos Médici", simbolizando a derrota da tirania por parte do povo.

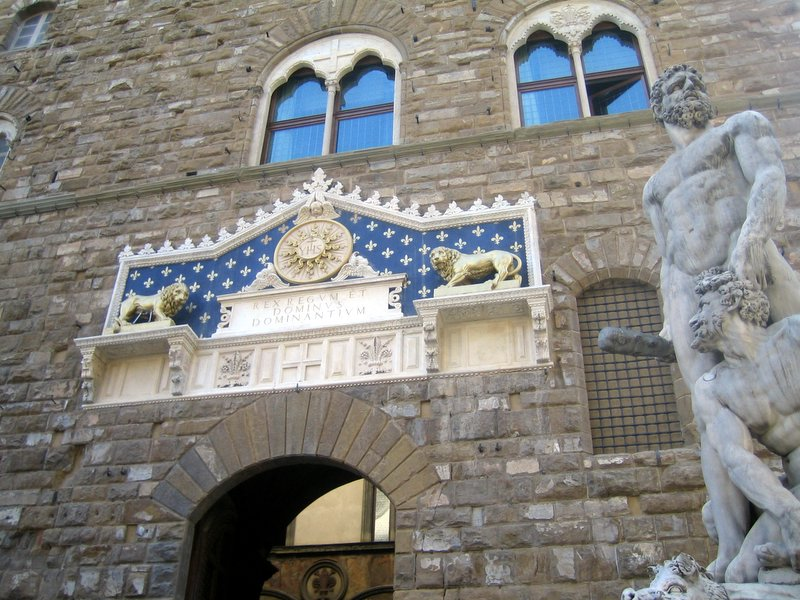
A entrada principal do Palazzo Vecchio, com o frontispício.

O David de Michelangelo marcou a entrada do palácio entre 1504, ano da sua conclusão, e 1873, quando foi deslocada para a Galeria da Academia. No seu lugar encontra-se uma cópia desde 1910, ladeada por Hércules e Caco de Baccio Bandinelli, escultor que foi muito criticado pelo seu "atrevimento" em aproximar uma obra sua à obra prima de Michelangelo.
Diante do conjunto do portal encontram-se as duas extremidades marmóreas (termini marmorei), a masculina de Vincenzo de Rossi e a feminina de Baccio Bandinelli, as quais retomam uma tipologia da estatuária clássica.
Sobre o portal principal assenta o frontispício decorativo em mármore, datado de 1528. Ao centro, flanqueado por dois leões, encontra-se o Monograma de Cristo, circundado pela frase "Rex Regum et Dominus Dominantium" (Jesus Cristo, Rei dos Reis e Senhor dos Senhores). Esta inscrição remonta ao tempo de Cosme I e substitui a inscrição precedente inspirada em Savonarola. De facto, esta última declarava Cristo como soberano de Florença, tendo o monge intenção de dar a entender que ninguém poderia ousar "deslocar" Cristo e tomar o comando da cidade. Cosme I fê-la substituir subtilmente, dando-lhe outro sentido, indicando Cristo como Rei, sim, mas Rei dos Reis e Senhor dos Senhores.

### Os brasões sobre a fachada

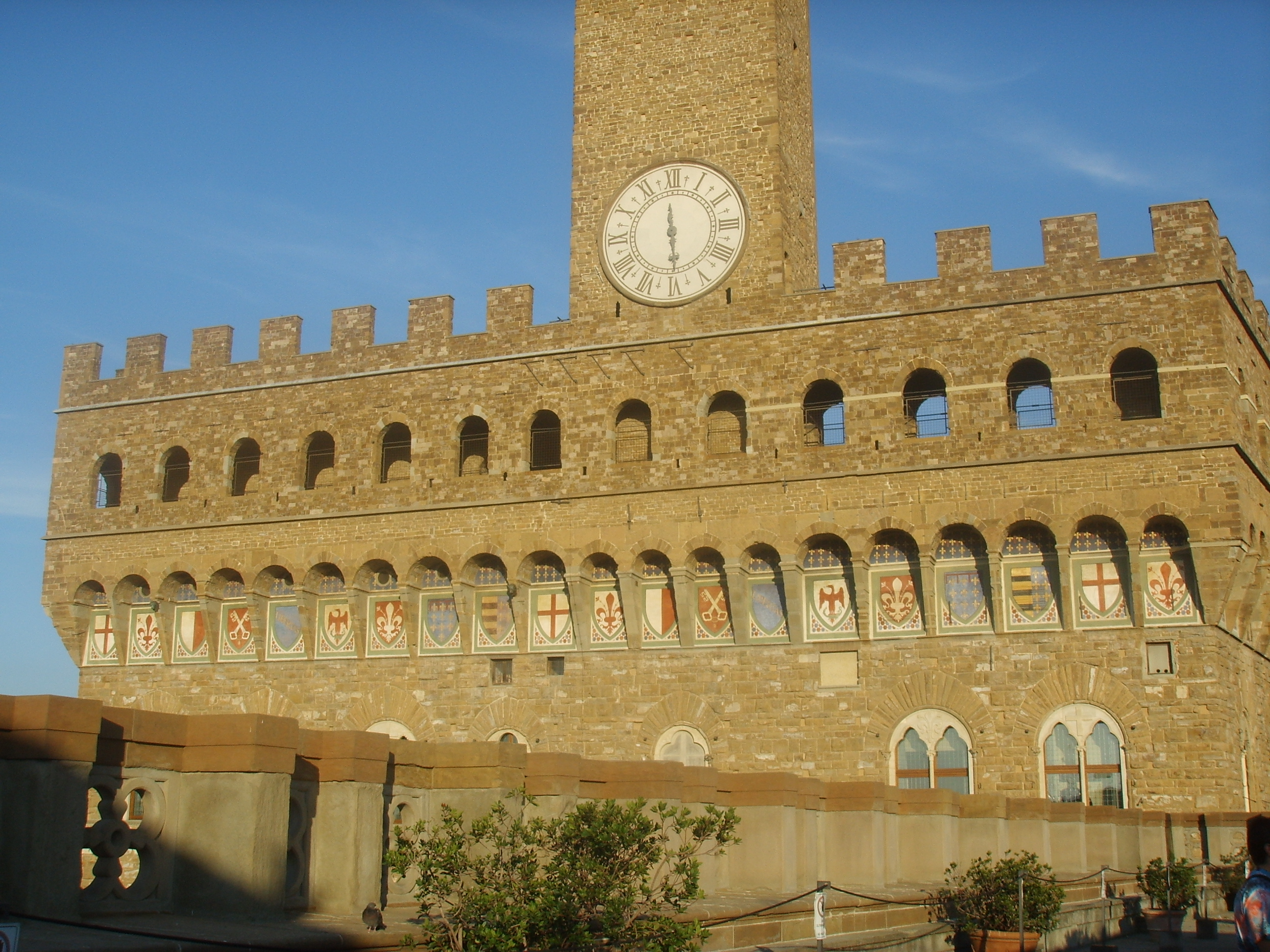
Os brasões sobre a fachada vistos da Loggia dei Lanzi.

Por baixo dos arcos do alpendre foi pintada, em 1353, uma série de brasões, os quais simbolizam alguns aspectos particulares da República Florentina e ainda hoje retratam, em certo sentido, a situação política do século XIV.
A série de nove brasões repete-se duas vezes sobre a fachada e dois deles são, ainda, repetidos uma terceira vez do lado direito.
O primeiro que se encontra a partir da esquerda é a cruz encarnada em campo branco, que representa a insígnia do povo florentino e assinala a "res publica" em florença.
Seguidamente, encontra-se o lírio florentino encarnado em campo branco, actual símbolo citadino, adoptato pelos guelfos na época da caçada dos gibelinos, em 1266, anulando o brasão gibelino, pintado pouco antes, representado por um lírio branco (como se encontram numerosos nos campos de Florença) em campo encarnado.
O brasão seguinte é repartido verticalmente entre o branco e o encarnado, representando o laço entre Fiesole (cujo brasão é um campo branco) e Florença (cujo antigo brasão era um campo encarnado), que os florentinos sempre recordaram como uma relação de mãe/filha.
O quarto brasão apresenta as chaves de ouro em campo encarnado e simboliza a fidelidade para com o papado.
O quinto brasão é a Libertas de ouro em campo azul, símbolo dos priores das artes e mote da liberdade e independência citadina.
O símbolo que se segue, a águia encarnada em campo branco que "agarra" um dragão verde, é o brasão do partido guelfo. A cidade guelfa era caracterizada, na Idade Média, por um brasão branco/encarnado (Florença, Lucca, Pisa, etc.), enquanto que a gibelina apresentava, geralmente, como cores o branco e o negro (Siena e Arezzo).
Depois do já citado lírio branco em campo encarnado, antigo símbolo gibelino da cidade, encontramos o brasão do Rei de França, os três lírios dourados em campo azul, de Carlos de Valois, o qual decretou a vitória dos guelfos negros sobre os brancos, em 1302.
O último brasão, partido em faixas negro/ouro e lírios dourados em campo azul, pertence a Roberto de Anjou.
No lado esquerdo, sobre os arcos, encontram-se, também, algumas figuras zoomorfas em bronze. Estas esculturas, em "pietra serena", são cabeças de leão e outras figuras.

### A Torre de Arnolfo

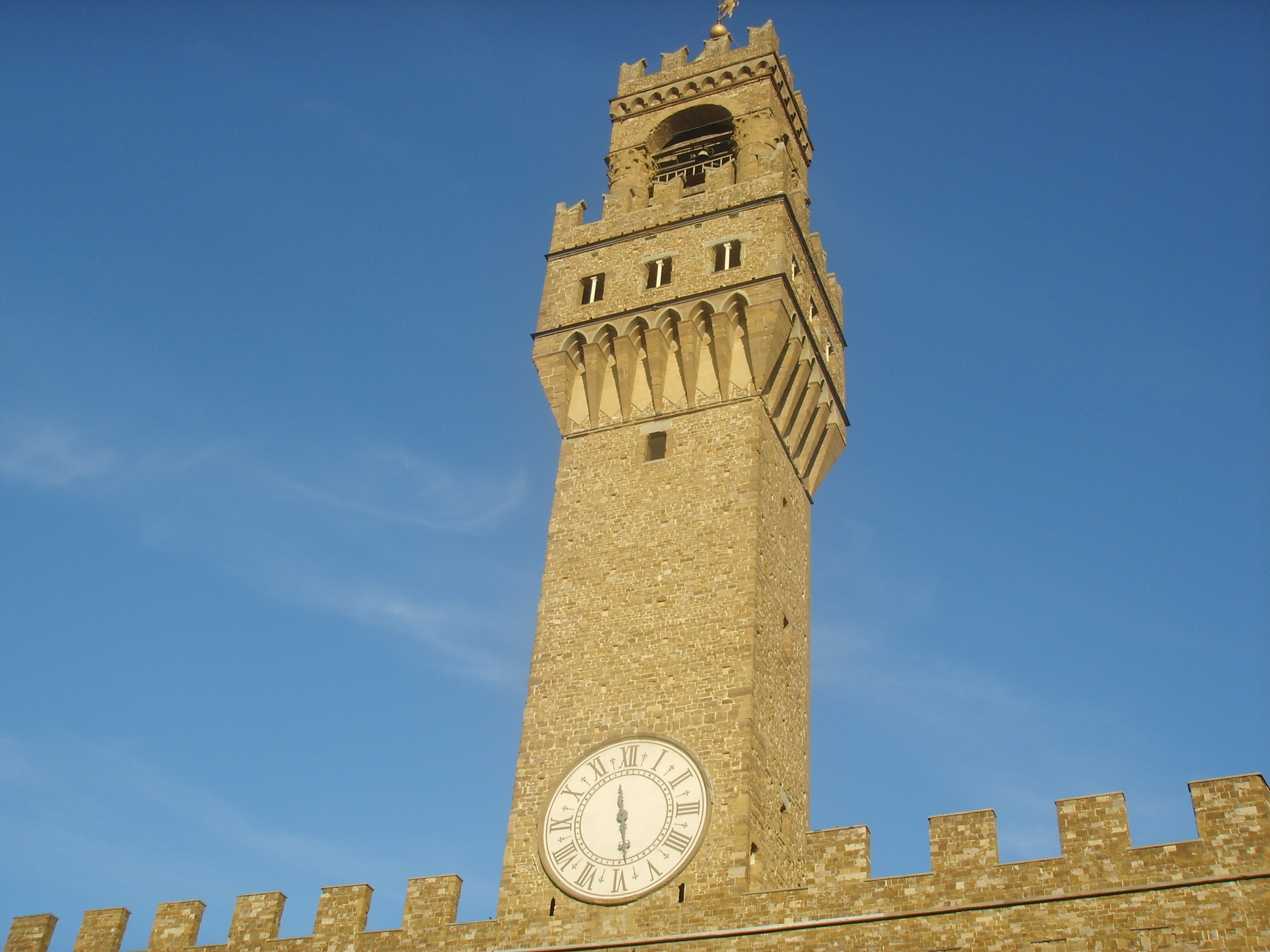
A Torre de Arnolfo.

A torre do Palazzo Vecchio foi construída cerca de 1310, quando o corpo do palácio estava quase terminado. Colocada sobre a fachada (inspirando-se provavelmente no castelo dos Condes Guidi em Poppi), apoia-se somente em parte na alvenaria de sustentação, apresentando o lado frontal construído completamente em falso, isto é, saliente em relação à estrutura de apoio, com uma solução arquitectónica ao mesmo tempo audaciosa e esteticamente agradável.

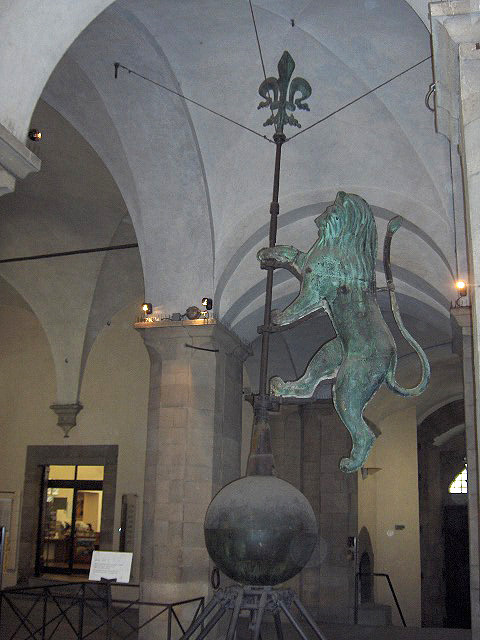
A bandeirola original.

Com uma altura de cerca de 94 metros, a torre ergue-se sobre uma casa-torre preexistente, a qual pertencia aos Foraboschi ou, segundo outras fontes, aos Della Vacca, pelo que não está centrada em relação à fachada, mas deslocada em direcção ao lado sul.
O corpo da torre, em adição às escadas, apresenta um pequeno vão, denominado de Alberghetto (Albergue), dentro do qual foram mantidos prisioneiros, entre outros, Cosmo de Médici no regresso do exílio (1433) e Girolamo Savonarola antes de ser enforcado e queimado em praça pública, no dia 23 de Maio de 1498.
O alpendre da cela campanária é sustentado por mísulas com arcos ogivais, sobre os quais assenta uma construção com arcos apoiada em quatro maciças colunas em alvenaria coroadas por capitéis com folhas. Na cela estão instalados três sinos:
1. A Martinella, que chama os florentinos a reunir;
2. O sino do meio-dia;
3. O sino dos dobrados (o maior).

Em torno de uma das colunas pode ver-se a escada em caracol que permite aceder à cobertura.
No topo encontra-se uma bandeirola (mais de dois metros de altura) em forma de Marzocco, a qual está coroada pelo lírio florentino. Trata-se de uma cópia, podendo a original ser admirada em toda a sua grandeza no segundo pátio do palácio.
Olhando para as mísulas que sustêm o balcão do alto da torre, tem-se a estranha sensação de que os cantos estão apoiados, somente, em pequenas pirâmides invertidas: é uma curiosa ilusão óptica causada pela margem das sombras.

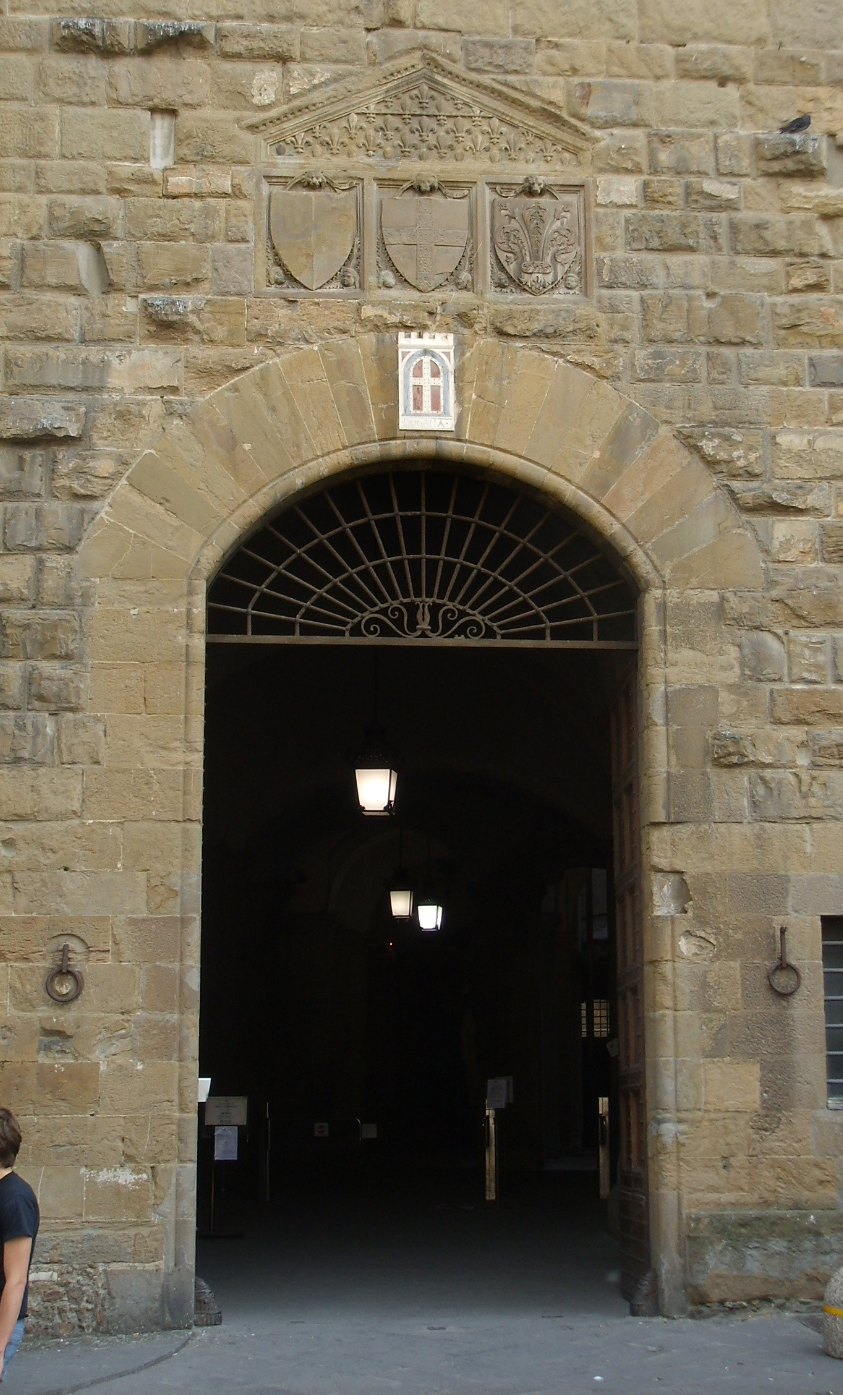
A porta da Alfândega

O grande relógio foi originalmente construído pelo florentino Nicolò Bernardo, mas substituído em 1667 por um outro realizado por Giorgio Lederle di Augusta e montado por Vincenzo Viviani, o qual se mantém funcionante até à actualidade.

### A porta da Alfândega
A porta do lado norte, vizinha da Via dei Gondi (Rua dos Gondi), carrega sobre o portal, além dos brasões esculpidos de Florença e do Povo, a representação de uma porta encrustada em mármores polícromos, o brasão da Alfândega. Daqui acedia-se, de facto, aos escritórios da Alfândega, a qual tinha os seus armazéns nos subterrâneos do palácio, e que ainda actualmente dá nome ao chamado Cortile della Dogana (Pátio da Alfândega).

## Os pátios

### Primeiro pátio

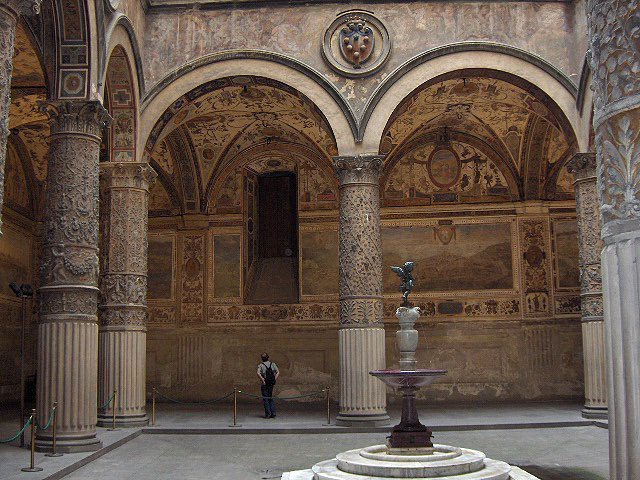
O primeiro pátio do Palazzo Vecchio.

O primeiro pátio, ao qual se acede pelo portão principal da Piazza della Signoria, foi projectado em 1453 por Michelozzo. Em 1565, por ocasião das bodas entre Francisco I de Médici, filho de Cosme I, e Joana de Áustria, irmã do imperador Maximiliano II, o pátio foi transformado e decorado em estilo maneirista, segundo projecto de Giorgio Vasari.
Nas lunetas, em volta de todo o pátio, foram reproduzidas as insígnias da igreja e das congregações das arte e dos ofícios da cidade, enquanto nos enquadramentos inferiores estão pintadas, em honra da própria Joana de Áustria, as Vistas de cidades do império dos Habsburgo. A abóbada foi enriquecida com decorações em estilo grotesco.
Ao centro, em substituição do antigo poço, foi erguida uma fonte em pórfiro por Battista del Tadda e Raffaello di Domenico di Polo, sobre a qual foi colocada uma estátua de bronze mais antiga, o Putto con delfino, de Andrea del Verrocchio (1476), a qual foi transferida em 1959 para o Terrazzo di Giunone, no segundo andar do palácio, sendo substituída no pátio por uma cópia. Esta pequena estátua estava situada, inicialmente, no jardim da Villa Medicea di Careggi. A água que a alimenta, jorrando das narinas do golfinho, chega dos Jardins do Bóboli graças a um antigo sistema hídrico de condutas.
No nicho situado frente à fonte está instalado Sansone e il Filisteo (Sansão e o Filisteu), de Pierino da Vinci. As colunas estão ricamente decoradas, com caneladuras alternadas com outras partes trabalhadas em estuques dourados.
No flanco esquerdo do pátio, uma porta conduz à antiga Sala de Armas (Sala d'Arme), em tempos utilizada como depósito de armas e munições. Hoje em dia, esta sala é usada para mostras temporárias e eventos especiais.

### Segundo pátio
O segundo pátio, também conhecido como Pátio da Alfândega (Cortile della Dogana), possui pilastras maciças construídas, em 1494, por Simone del Pollaiolo para sustentar o Salão dos Quinhentos (Salone dei Cinquecento) no segundo andar. Toma o nome dos escritórios da alfândega, os quais funcionaram ali até à época de Leopoldo II de Toscana (1844).
A Alfândega florentina acolhia as mercadorias provenientes do exterior do Grão-ducado e retinha-as em depósito até que o destinatário as importasse ("sdoganasse") pagando a respectiva taxa. Depois da cheia do arno ocorrida no dia 3 de Novembro de 1844, as mercadorias ficaram gravemente alagadas, pelo que se deslocaram estes escritórios para o Casino Mediceo di San Marco, na Via Cavour, antes de ali serem instalados os gabinetes do Tribunal de Apelação.
No pátio, actualmente, encontra-se a bilheteira do museu e o bookshop.
Entre o primeiro e o segundo pátio encontra-se uma imponente e monumental escadaria de Vasari, a qual conduz ao Salão dos Quinhentos.

### Terceiro pátio
O terceiro pátio, chamado de Pátio Novo (Cortile nuovo), foi efectuado por Bartolomeo Ammanati e Bernardo Buontalenti como conclusão da ampliação em direcção à Via dei Gondi e à Via dei Leoni. Aqui encontram-se, sobretudo, gabinetes comunais e a escadaria do Sindaco e da Junta.

## O interior - Museu

### Primeiro andar

#### Salão dos Quinhentos

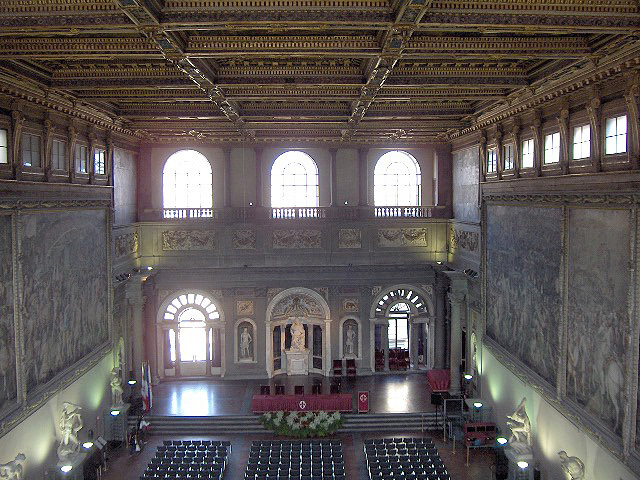
O Salão dos Quinhentos.

O Salão dos Quinhentos (Salone dei Cinquecento) é um dos mais amplos salões da Itália.
Esta imponente sala tem um comprimento de 54 metros e uma largura de 23. Foi construída em 1494 por Simone del Pollaiolo, chamado de il Cronaca, por encomenda de Savonarola que, substituindo os Médici na condução de Florença, a concebeu como sede do Conselho Maior (Consiglio Maggiore), precisamente com 500 membros.
Foi, em seguida, alargada por Vasari, para que Cosme I pudesse reunir a Corte neste salão. Durante a transformação ocorrida entre 1555 e 1572, as famosas pinturas incompletas representando a Batalha de Anghiari, por Leonardo da Vinci, e a Batalha de Cascina, por Michelangelo, foram cobertas ou destruídas (ainda não é claro). Da Batalha de Anghiari existe uma célebre cópia de Rubens no Museu do Louvre, mas, de qualquer forma, restam ainda outras cópias das duas obras, além de esboços presentes na abóbada.
No período em que Florença foi capital do Reino de Itália (1865-1871), os parlamentares reuniam-se na sala dos Quinhentos.
Nas paredes foram realizados grandes afrescos, os quais descrevem as batalhas e os sucessos militares de Florença sobre Pisa e Siena:
- A tomada de Siena;
- A conquista de Porto Ercole;
- A vitória de Cosme I em Marciano no Vale de Chiana;
- A derrota dos pisanos na torre de San Vincenzo;
- Maximiliano da Áustria tenta a conquista de Livorno;
- Pisa atacada pelas tropas florentinas.

O tecto, realizado com 39 painéis, foi construído e pintado por Vasari e a sua oficina. Representa "Importantes episódios da vida de Cosme I", os bairros da cidade e a própria cidade. Ao centro encontra-se em apoteose a "Cena de glorificação como Grão-Duque de Florença e da Toscânia".
No lado norte da sala, iluminada por enormes janelas, encontra-se o nível realçado chamado de A Audiência (L'udienza), construído por Baccio Bandinelli para Cosme I receber cidadãos e embaixadores. Sobre esta área encontram-se afrescos representando eventos históricos, entre os quais aquele em que o Papa Bonifácio VIII recebeu os embaixadores e, dando-se conta que eram todos florentinos, pronunciou a famosa frase "Vós florentinos sois a quintessência".
Nos nichos estão alojadas esculturas de Bandinelli: ao centro a estátua do Papa Leão X (realizada com a ajuda do seu assistente Vincenzo de Rossi) e à direita a estátua de Carlos V coroado pelo Papa Clemente VII.
Nas paredes estão expostas, também, sumptuosas tapeçarias dos Médici, incluindo a História da vida de João Baptista, retomado de um afresco de Andrea del Sarto.
As seis estátuas colocadas ao longo das paredes, representando os Trabalhos de Hércules, são obra de Vincenzo de Rossi.
No nicho central (parte sul da sala) encontra-se o famoso grupo marmóreo de Michelangelo intitulado "O génio da Vitória" (Il genio della Vittoria; 1533-1534), originariamente preparado para o túmulo do Papa Júlio II.

#### Estúdio de Francisco I

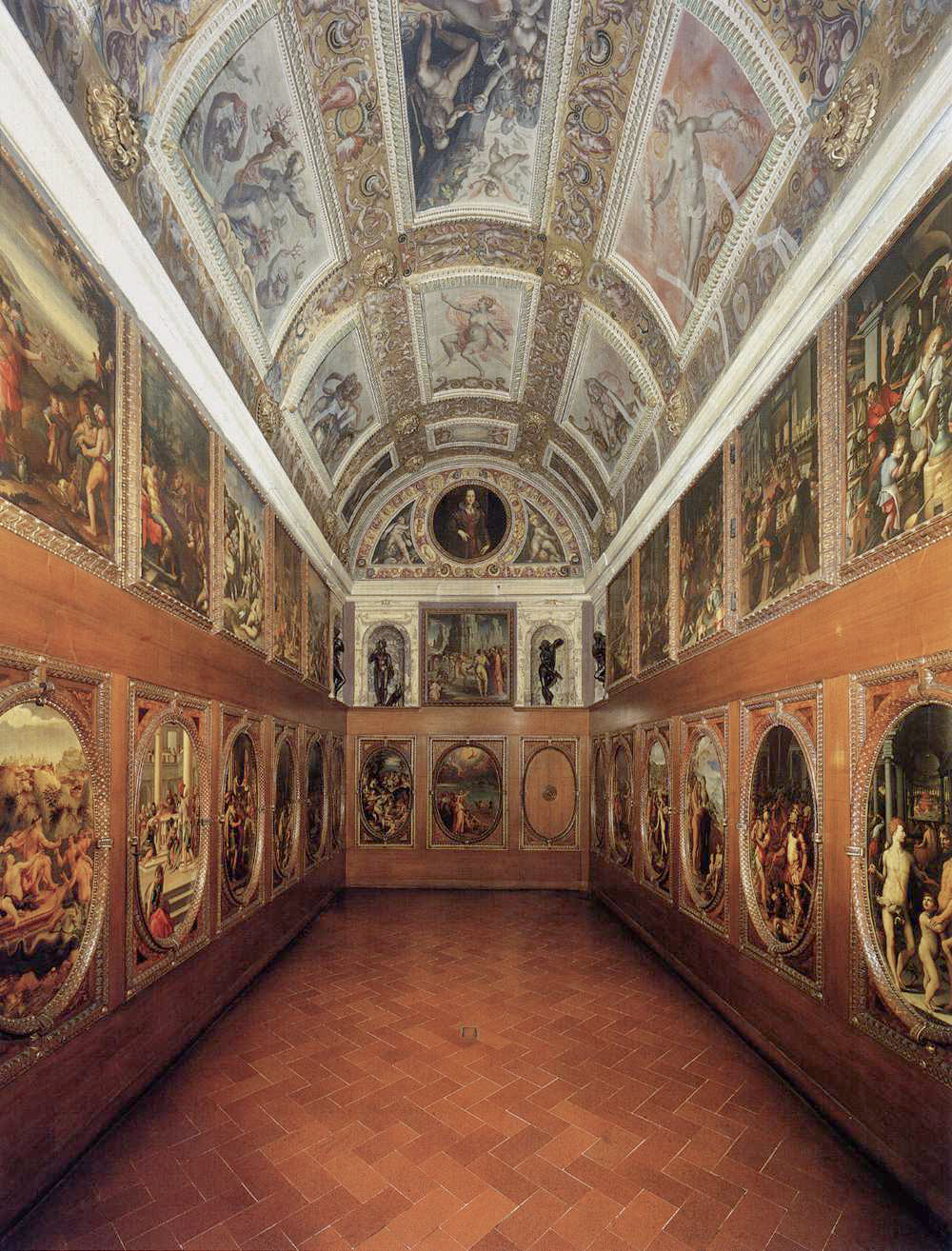
O Estúdio de Francisco I.

No final do Salão dos Quinhentos foi realizada uma pequena sala lateral sem janelas. Esta obra prima, o Estúdio (Studiolo) de Francisco I de Médici, foi igualmente projectada por Vasari e executada em estilo maneirista (1570-1575). As paredes e as abóbadas estão completamente cobertas por pinturas, estuques e esculturas. Muitas das pinturas são da escola de Vasari e representam os quatro elementos: água, terra, ar e fogo. O retrato de Cosme I e da sua esposa, Leonor de Toledo, foi realizado por Agnolo Bronzino. As delicadas esculturas em bronze foram construídas por Giambologna e Bartolomeo Ammannati. Desmontadas com o passar dos séculos, foram reconstruídas, somente, no século XX.
Do Estúdio de Francisco I, duas escadas levam ao mais antigo Estúdio de Cosme I.

#### Apartamentos monumentais
As outras salas do primeiro andar são os Apartamentos Monumentais ("Quartieri monumentali"). Estas salas, residência dos Priores, e os Apartamentos de Leão X (Quartieri di Leone X), têm sido utilizadas desde há muito tempo como salas de representação do "Sindaco"; todavia, recentemente passaram a estar, em parte, visitáveis pelos turistas (Sala de Leão X e Sala de Clemente VII), compreedidas no antigo gabinete do "Sindaco".
Nos apartamentos de Leão X estão presentes afrescos que celebram a genealogia da família Médici. Estes aposentos tomam o nome de uma das salas mais famosas, aquela dedicada, precisamente, ao primeiro papa Médici. As pinturas são obra de Giorgio Vasari, Giovanni Stradano e Marco da Faenza.
Na cena que representa a "Entrada triunfal de Leão X na Piazza della Signoria" (Ingresso trionfale di Leone X in piazza della Signoria) vê-se o aspecto da praça antes da construção da Galleria degli Uffizi, ainda com a igreja de San Pier Scheraggio e com a Loggia dei Lanzi sem as esculturas.
É interessante, também, o afresco da Batalha de San Leo (Battaglia di San Leo), vencida por Lourenço, Duque de Urbino para o mesmo papa. Ao fundo vê-se bem a fortaleza de San Leo, célebre por ter sido lugar de cativeiro de Cagliostro. Uma curiosidade da pintura é representada pelo sátiro, em primeiro plano, que tem um grande cântaro: do cântaro jorra água proveniente da rocha, que vendo bem tem o aspecto de um homem urinando de pé, uma alegoria da nascente do Rio Marecchia.

### Segundo andar
Uma escadaria monumental, projectada por Vasari, conduz ao segundo andar. Este piso contém o Apartamento dos Elementos (Quartiere degli Elementi), uma zona privada de Cosme I dedicada aos elementos Ar, Água, Terra e Fogo, e o Apartamento de Leonor (Quartiere di Eleonora), em tempos habitado por Leonor de Toledo.

#### Apartamento dos Elementos

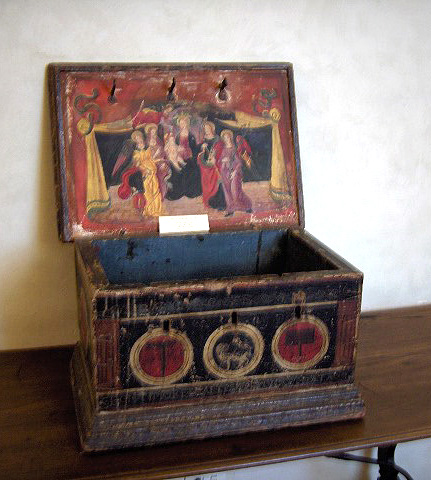
Cofre pintado.

Estes aposentos consistem em cinco salas e dois alpendres. Cosme I, que aqui tinha o seu apartamento privado, encomendou inicialmente a realização a Battista del Tasso mas, depois da morte deste último, as obras foram terminadas por Vasari e a sua oficina. Este foi o primeiro trabalho de Vasari para os Médici. Estas salas pertenceram a Cosme I.
As paredes das Salas dos Elementos estão repletas de afrescos alegóricos. Na primeira sala encontram-se as alegorias dos elementos Água, Terra, Fogo e Ar. Sobre o tecto está representado Saturno.
Na segunda sala, a chamada "Sala de Opi" (Sala di Opi), encontra-se o afresco que representa o Triunfo da Deusa Opi (divindade por vezes identificada com Cibele); no tecto, ao longo do friso, foi pintada a "Alegoria dos Meses" (allegorie dei Mesi); o pavimento, em terracota branca e encarnada, carrega uma inscrição dedicada a Cosme I, datada de 1556; contra as paredes estão armários em casca de tartaruga e bronze. As janelas desta sala têm vista para o terceiro pátio.

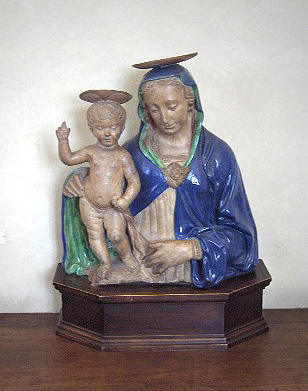
Senhora com o Menino (Madonna col bambino), terracota polícroma.

Segue-se a Sala de Ceres (Sala di Cerere), a qual toma o nome a partir da decoração do tecto pintada por Doceno, aluno de Vasari. Nesta sala estão expostas algumas tapeçarias florentinas do século XVI, com cenas de caça sobre cartões de Giovanni Stradano, além da "Secretária de Calíope" (Scrittoio di Calliope).
A Sala de Júpiter (Sala di Giove) tem um tecto com o afresco "Júpiter menino cuidado pelas Ninfas e pela cabra Amaltea" (Giove bambino allevato dalle Ninfe e dalla capra Amaltea) e tapeçarias florentinas executadas sobre cartões de Giovanni Stradano. Os dois valiosos contadores em ébano com entalhes em pedras duras são de um período mais tardio (cerca de um século depois) e provêm da manufactura da Oficina das Pedras Duras (Opificio delle Pietre Dure).
O Terraço de Juno (Terrazzo di Giunone) é, na verdade, uma sala fechada. No entanto, antigamente estava aberta ao exterior, como sugere o nome. Foi murado na época de Ferdinando I de Médici, por Bartolomeo Ammannati. É aqui que se encontra a estátua original, em bronze, do Putto con delfino, de Verrocchio (no andar térreo, na fonte do primeiro pátio, encontra-se a cópia).
A Sala de Hércules (Sala di Ercole) possui um tecto com caixotões, o qual representa "Os doze Trabalhos de Hércules" (Le dodici fatiche di Ercole). A sala acolhe uma "Senhora com Menino" (Madonna con Bambino) (a famosa "Madonna dell'Ufo") e um contador em ébano recoberto com pedras semipreciosas.
Incluído nos aposentos de Cosme, o Terraço de Saturno (Terrazza di Saturno) é um belíssimo alpendre aberto, panoramicamente lançado sobre Florença, o qual permite a vista em direcção a sudoeste, avistando-se a Esplanada Michelangelo (Piazzale Michelangelo e a Praça Santa Cruz (Piazza Santa Croce), com a Basilica di Santa Croce e o Forte Belvedere. Em baixo, também é possível ver os restos da igreja de San Pier Scheraggio. O tecto está decorado com numerosos painéis pintados: "Saturno que devora os filhos, Infância, Juventude, Virilidade" (Saturno che divora i figli, Infanzia, Giovinezza, Virilità) e a "Alegoria das horas do dia" (Allegorie delle ore del giorno), além dos Quatro elementos (Quattro elementi) presentes nos ângulos.

#### Apartamento de Leonor

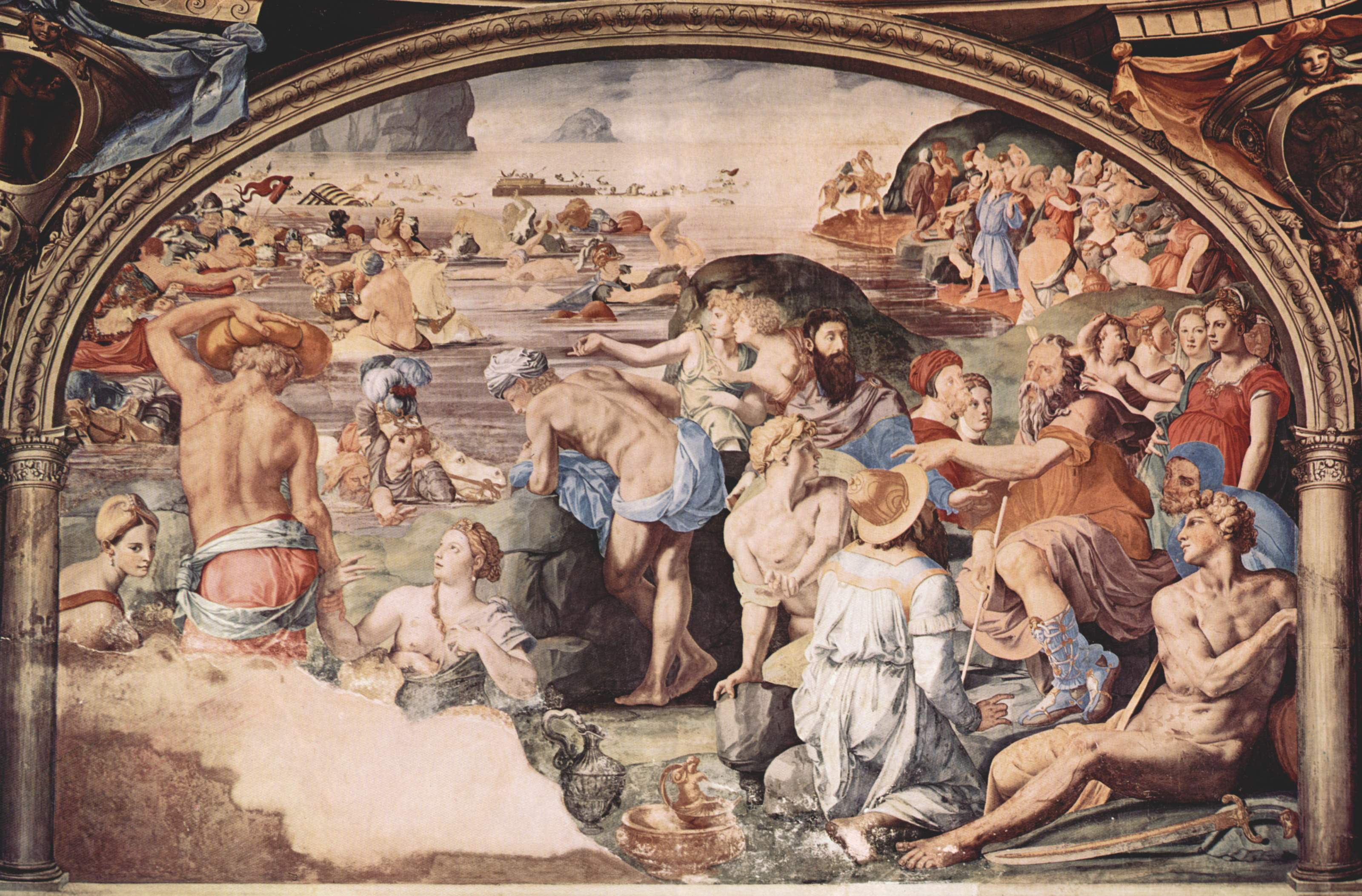
A "Travessia do Mar Vermelho" (Il passaggio del Mar Rosso), de Agnolo Bronzino, na Capela de Leonor.

Para aceder aos Apartamento de Leonor (Quartiere di Eleonora) deve voltar-se à Sala dos Elementos e passar o si deve tornare alla Sala degli Elementi e passar pelo alpendre face ao Salão dos Quinhentos: destas grandes janelas pode ver-se a primeira secção do Corredor Vasariano, saindo do Palazzo Vecchio e dirigindo-se aos Uffizi.
Também o apartamento de Leonor foi projectado por Giorgio Vasari. A primeira sala que se encontra é a Câmara Verde, assim chamada pela cor das paredes, em tempos decoradas com paisagens. As decorações do tecto são obra de Ridolfo del Ghirlandaio. É nesta sala que se encontra o acesso ao Corredor Vasariano.
À direita acede-se à Capela de Leonor (Cappella di Eleonora), inteiramente coberta por afrescos de Agnolo Bronzino (1564), com a "História de Moisés" (Storie di Mosè); igualmente de Bronzino é a grande Pietà sobre o altar. A entrada na capela é feita por uma magnífica porta marmórea realizada segundo um desenho de Bartolomeo Ammannati.

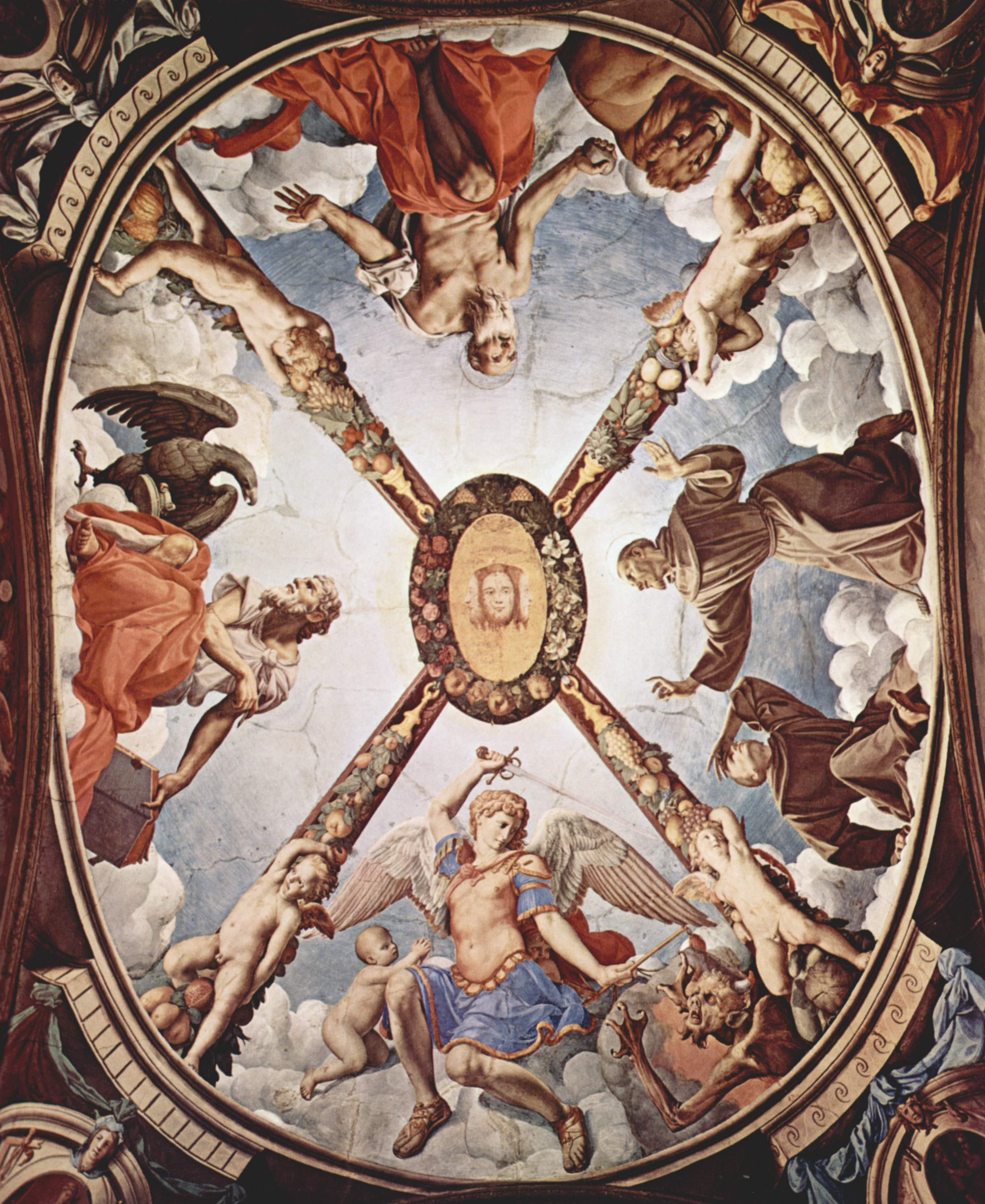
Tecto da Capela de Leonor, por Agnolo Bronzino.

As salas seguintes encontram-se na parte mais antiga do palácio e eram usadas inicialmente pelos Priores e pelos Gonfaloneiros, antes de serem renovadas por Vasari com os contributos de Giovanni Stradano e Battista Botticelli. O tema iconográfico destas salas baseia-se na vida de damas famosas, cujas virtudes aludiam às de Leonor. Encontra-se, assim, a Sala das Sabinas (Sala delle Sabine), para o tema da Concórdia; a Sala de Ester (Sala di Ester), para o Amor pela Pátria; a Sala de Penélope (Sala di Penelope), para a Fidelidade; e a Sala de Gualdrada (Sala di Gualdrada), para o Rigor Moral.
A Sala das Sabinas foi, em tempos, usada como sala de espera para os senhores que esperavam ser admintidos na Corte de Leonor de Toledo. Contém, entre outros, Retratos dos Príncipes Médici, de Giusto Susterman, estátuas da escola florentina e tapeçarias de Fevère.
A Sala de Ester fazia, também, de sala de refeições. Apresenta no tecto a Coroação de Ester (Incoronazione di Ester), por Stradano, com uma inscrição em honra de Leonor de Toledo. Estão ali conservados um lavabo e duas tapeçarias de Van Assel, representando a Primavera e o Outono.
A Sala de Penélope tem no tecto a representação de "Penélope no tear" (Penelope al telaio) e no friso os "Episódios tirados da Odisseia" (Episodi tratti dall'Odissea). Nas paredes: "Nossa Senhora com o Menino" (Madonna con Bambino) e "Nossa Senhora com Menino com São João" (Madonna con Bambino con San Giovanni), de Battista Botticelli.
A Sala da Gualdrada era a câmara privada de Leonor. As pinturas são, igualmente, de Giovanni Stradano. Nesta sala está conservado, também, um valioso contador adornado com pedras duras.

#### Sala da Audiência

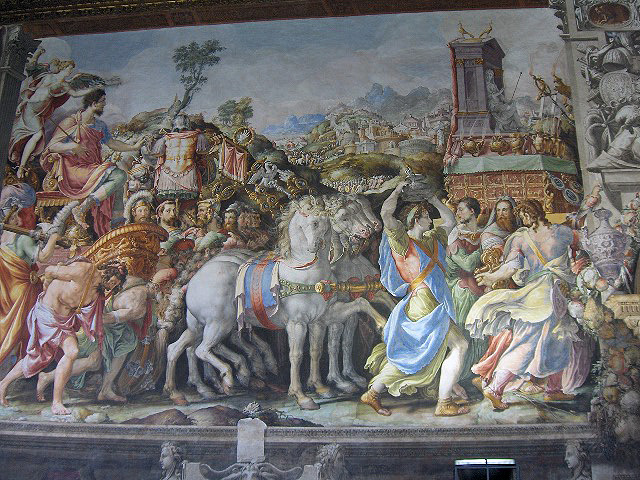
"Vida de Furio Camillo" (Vita di Furio Camillo) na Sala da Audiência.

A Sala da Audiência (Sala dell'Udienza), ou Sala da Justiça (Sala della Giustizia), era utilizada para acolher os encontros entre os seis Priores. Actualmente, contém as decorações mais antigas do palácio.
O tecto em barco, laminado com ouro puro, é obra de Giuliano da Maiano (1470-1476).
No portal da capela está uma inscrição em honra de Cristo (1529). A porta que comunica com a Sala dos Lírios (Sala dei Gigli) é uma pequena maravilha. O mármore foi esculpido pelos irmãos Giuliano e Benedetto da Maiano.
Os grandes afrescos presentes nas paredes, representando a "História de Fúrio Camilo" ("Storie di Furio Camillo", obra de Francesco Salviati, foram concluídos em meados do século XVI. Dado que Salviati era membro da escola romana de Raffaello, estes afrescos foram inspirados na tradição romana, não sendo, por isso, típicos da arte florentina.

#### Capela da Signoria
Uma pequena porta lateral conduz à Capela da Signoria (Cappella della Signoria), ou dos Priores (dei Priori) adjacente, dedicada a São Bernardo, a qual contém um relicário do santo. Aqui, os Priores costumavam suplicar a ajuda divina no cumprimento do seu ofício. Nesta capela, Girolamo Savonarola recitou a sua última oração antes de ser queimado vivo na Piazza della Signoria.
Os maravilhosos afrescos pintados nas paredes e no tecto, imitando mosaicos em ouro, são obra de Ridolfo del Ghirlandaio (1511-1514). De particular interesse são a "Santíssima Trindade" (Santa Trinità) no tecto e a luneta com a "Anunciação" (Annunnciazione) na parede em frente do altar, onde se vê a Basilica della Santissima Annunziata antes de ser acrescentado o pórtico que antecede a igreja. Sobre o altar está presente uma pintura representando a Sagrada Família (Sacra Famiglia), de Mariano Graziadei da Pescia, aluno de Ridolfo Ghirlandaio.

#### Sala dos Lírios

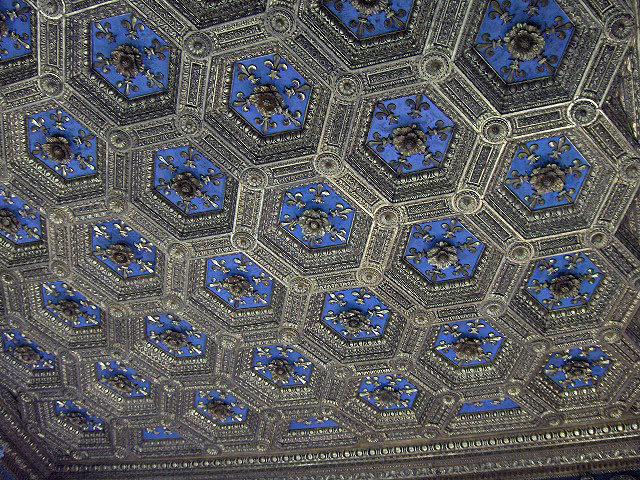
O tecto com caixotões da Sala dos Lírios (Sala dei Gigli).

O nome da sala não deriva do lírio florentino, mas sim da flor-de-lys, símbolo da coroa de França, a qual se distingue do brasão florentino pela ausência dos estames e pelas cores ouro/azul em vez do encarnado/prata. Os lírios encontram-se no admirável tecto com caixotões e nas paredes. Esta homenagem foi um agradecimento e um tributo de fidelidade aos Anjou, protectores da parte guelfa. Também este tecto foi realizado pelos irmãos Benedetto e Giuliano, autores, igualmente, da estátua "São João Baptista e Putti" (San Giovanni Battista e Putti) presente nesta sala.

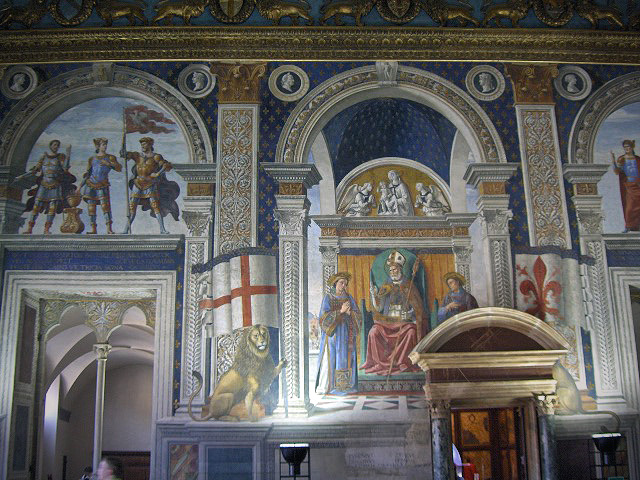
Afescos de Domenico Ghirlandaio na Sala dos Lírios.

A parede oposta à entrada foi coberta por afrescos de Domenico Ghirlandaio cerca de 1482, com a "Apoteose de São Zanóbio com São Lourenço e São e Santo Estevão" (Apoteosi di San Zanobi con San Lorenzo e Santo Stefano), primeiro santo patrono de Florença. A cena dá uma ilusão prospectiva do fundo, no qual se reconhece a Catedral, com a fachada original de Arnolfo di Cambio, e o Campanile di Giotto. As lunetas nos lados representam , à esquerda, Bruto, Múcio Cévola e Camilo e, à direita Décio, Cipião e Cícero. Medalões de imperadores romanos preenchem o espaço entre as várias secções dos afrescos. Na luneta superior encontra-se um baixo relevo da "Nossa Senhora com o Menino" (Madonna con Bambino).
Nesta sala emcontra-se exposta desde 1988 uma das obras primas de Donatello, a "Judite e Oloferne" (Giuditta e Oloferne), colocada inicialmente na Piazza della Signoria e, agora, substituída no local (sobre o Arengário do mesmo Palazzo Vecchio) por uma cópia.

#### Sala dos Mapas geográficos ou do Guarda-roupa

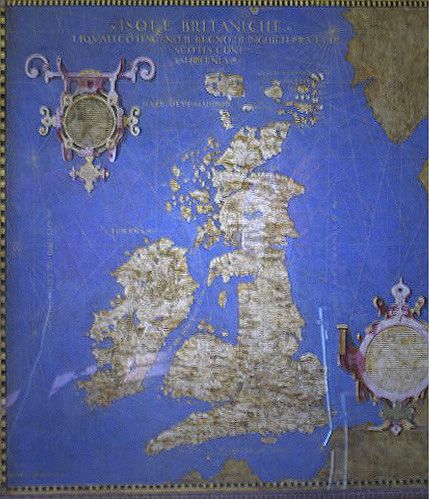
Mapa das ilhas britânicas, de Ignazio Danti.

A partir da Sala dos Lírios, uma porta flanqueada por duas pilastras antigas, em mármore negro, conduz à Sala dos Mapas Geográficos (Sala delle mappe geografiche), ou do Guarda-roupa (Guardaroba), onde os Grão-duques da família Médici guardavam os seus bens preciosos. A parte estritamente arquitectónica deve-se a Vasari, enquanto que as mobílias e o tecto são obra de Dionigi Nigetti.

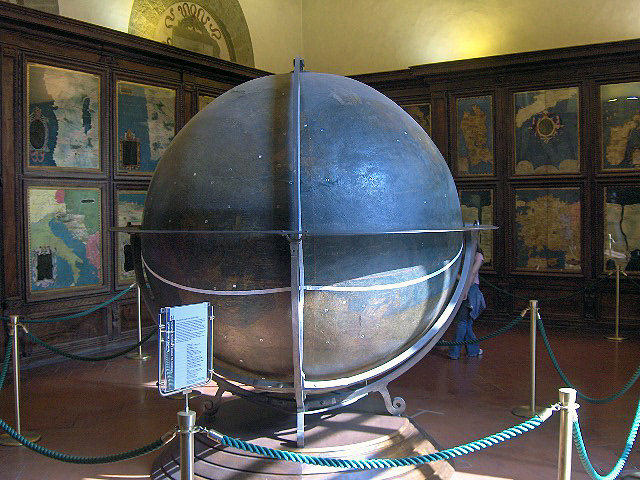
O "Mappa mundi".

As portas dos armários estão decoradas com 53 "Mapas de interesse científico (Mappe di interesse scientifico), pintados a óleo pelo frade dominicano Ignazio Danti (1563-1575), irmão do escultor Vincenzo Danti, e por Stefano Buonsignori (1575-1584). Possuem um notável interesse histórico, dando uma ideia do conhecimento geográfico do século XVI. Danti seguia o sistema ptolomaico para o movimento dos astros, mas utilizava o novo sistema cartográfico de Mercator.
Ao centro da sala está exposto o célebre globo Mappa mundi, obra d Buonsignori e de Ignazio Danti, lamentavelmente arruinado por restauros impróprios.

#### Velha Chancelaria

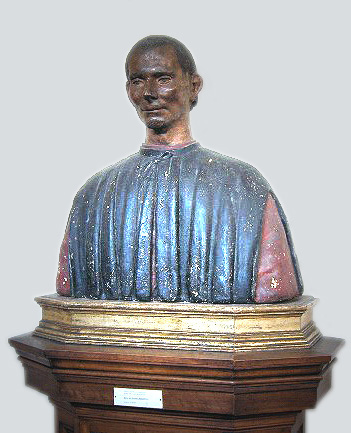
Busto de Nicolau Maquiavel.

Acede-se à Velha Chancelaria (Vecchia Cancelleria) por uma porta do século XIV. Era nesta sala que Maquiavel tinha o seu gabinete quando era Secretário da República.
O seu busto polícromo em terracotta e o seu retrato são obra de Santi di Tito. Provavelmente foram modelados a partir da sua máscara mortuária.

#### Saleta
Igualmente a partir da Sala dos Lírios acede-se à chamada Saleta (Salotta), interessante pelo afresco de Andrea Orcagna que representa "A caçada de Gualtieri di Brienne, Duque de Atenas" (La cacciata di Gualtieri di Brienne, Duca di Atene), um verdadeiro episódio histórico que, na época, foi revestido de significados simbólicos e mitológicos.

#### Estúdio
Esta sala foi usada por Cellini para restaurar os tesouros dos príncipes Médici. Da pequena janela na parede, Cosme I espiava os seus assistentes e oficiais durante as reuniões no Salão dos Quinhentos.

### Outros ambientes
Existe um alpendre que serve de coroação ao bloco central do palácio, imediatamente abaixo da torre. Em algumas das salas deste andar (um terço) encontra-se um dos mais prestigiados laboratórios de restauro, especializado em tapeçarias.
O mezzanino entre o primeiro e o segundo andar foi criado por Michelozzo, no século XV, rebaixando o tecto de algumas salas do primeiro andar. Nestas salas habitou Maria Salviati, a mãe de Cosme I, e alguns jovens príncipes. Actualmente acolhe a Colecção Loeser (Collezione Loeser), doada a Florença pelo crítico de arte americano Charles Loeser.